# One Identity
One Identity es una empresa de ciberseguridad especializada en el desarrollo de software de administración de identidades y accesos (IAM). La empresa es conocida por su OneLogin, un software de administración de accesos basado en la nube que se utiliza para garantizar un acceso seguro a las aplicaciones y los sistemas.

## Historia
En 2000, One Identity lanzó Active Roles, una herramienta para la administración de Active Directory. El año siguiente, la empresa introdujo sus Servicios de Autenticación, un puente de Active Directory para los sistemas Unix y Linux.
En 2008, la empresa se expandió a la administración de identidades y accesos mediante la adquisición de Voelcker Informatik AG.
El 1 de junio de 2017, One Identity se convirtió en una marca independiente, manteniéndose como parte de la familia de empresas Quest.
En 2018, One Identity adquirió Balabit. En octubre del mismo año, la empresa participó en una serie de debates sobre las medidas de ciberseguridad durante las elecciones de medio mandato en Estados Unidos, centrándose en la seguridad de la infraestructura electoral, coordinada entre agencias, entre ellas la Cybsersecurity and Infrastructure Security Agency (CISA) y varias organizaciones privadas.
El 4 de octubre de 2021, One Identity anunció la adquisición de OneLogin, un proveedor de software de administración de identidades y accesos.
En diciembre de 2024, One Identity recibió el premio "Hot Company: Privileged Access Management (PAM)" en la 12ª edición de Cyber Defense Magazine's Annual InfoSec Awards durante CyberDefenseCon 2024.